# Parascheva des Balkans
Pour les articles homonymes, voir Parascève.
Sainte Parascheva (ou Parascève) des Balkans (également connue sous le nom de Sveta Petka, Petka de Bulgarie, Petka Parascheva, Paraskevi de Serbie, Parascheva de Tirnovo, Parascheva de Serbie, Parascheva de Belgrade, Parascheva la Neuve, Parascheva la Jeune) est une sainte ascète du XIe siècle. Elle est née dans la ville d'Epivates (aujourd'hui Selimpaşa (en), à côté de Silivri, district d'Istanbul) sur les rives de la mer de Marmara ; ses parents étaient de riches propriétaires terriens. 

## Hagiographie
La légende dit que lorsqu'elle était âgée de 10 ans, Parascheva entendit dans une église les mots du Seigneur : « Celui qui veut me suivre, qu'il renonce à lui-même, qu'il prenne sa croix et qu'il Me suive. » (Mc 8, 34). Ces mots l'ont convaincue de donner ses riches habits aux pauvres et de fuir vers Constantinople. Ses parents, qui n'avaient pas soutenu sa décision de suivre une vie ascétique et religieuse, l'ont cherchée dans diverses cités. Parascheva fuit vers la Chalcédoine, et par la suite vit dans l'église de la Sainte Mère Theotokos à Heraclea Pontica. Elle vécut une vie austère, recevant des visions de la Vierge Marie. Ses voyages l'ont emmenée à Jérusalem, avec la volonté d'y passer le reste de sa vie. Après avoir vu Jérusalem, elle s'installa dans un couvent du désert de Judée, sur les bords du Jourdain.
Lorsqu'elle était âgée de 25 ans, un ange lui apparut dans ses rêves, lui disant de retourner dans sa patrie d'origine. Elle retourna à Constantinople, et vécut dans le village de Kallikráteia (aujourdh'ui Mimarsinan (tr), quartier du district de Büyükçekmece), dans l'église des Saints Apôtres. Elle mourut à l'âge de 27 ans.
La tradition chrétienne établit qu'après qu'un vieux pêcheur eut été enterré près de la tombe de Parascheva, la sainte a protesté en apparaissant dans un rêve à un moine du lieu. La vision informa le moine d'où la sainte avait été enterrée. Lorsque le corps a été exhumé, il a été trouvé dans un état d'incorruptibilité. Les reliques ont été transférées dans l'église des Saints Apôtres de Kallikráteia.

## Culte
Le culte à sainte Parascheva et ses attributs ont été confondus avec d'autres saints du même nom ainsi qu'avec des divinités pré-chrétiennes slaves. Comme l'a dit un auteur : « Est-ce que Parasceve, ou Parascheva, a été une jeune fille nommée ainsi en l'honneur du jour de la Crucifixion ? Ou a-t-elle été une personnification de ce jour, représentée avec une croix à la main pour encourager la ferveur des fidèles ? Et est-ce que la Parascheva des slaves du sud est la même que celle qui existe dans le nord de la Russie ? »
Les cultes à l'icône de Paraskevi et Parascheva des Balkans ont été confondus avec celui d'une divinité de la mythologie slave associée au vendredi, alternativement connue comme Petka, Pyatnitsa, ou Jiva (Živa). 
Dans les années suivant leur découverte, les reliques de Parascheva ont été transférées dans plusieurs églises de la région. En 1238, elles ont été transférées de Kallikráteia à Veliko Tarnovo, capitale du Second Empire bulgare, puis en 1393, à Belgrade. Lorsque Belgrade tombe aux mains des Ottomans en 1521, les reliques sont transférées à Constantinople. En 1641, elles parviennent au monastère Trei Ierarhi à Iași, en Roumanie. En 1888, elles sont transférées à la cathédrale métropolite de Iași.
En 1946-47, une sécheresse sévère affecte la Moldavie, s'ajoutant à la misère laissée par la Seconde Guerre mondiale. Le métropolite Justinien Marina (en) autorise la première procession exposant le couffin contenant les reliques de sainte Parascheva, conservées depuis lors à Iași. Les reliques suivirent un chemin à travers les villages désertifiés par la sécheresse : Iași, Vaslui, Roman, Bacău, Putna, Neamț, Baia et le comté de Botoșani. Les offrandes collectées à cette occasion ont été distribuées, selon les décisions du métropolite Justinien, aux orphelins, aux veuves, aux invalides, aux cantines d'écoles, aux églises en construction et aux monastères afin de nourrir les moines vieux, malades ou faibles. 
Les pèlerinages dans les sanctuaires situés dans la cathédrale métropolite de Iași sont devenus l'un des événements religieux majeurs en Roumanie. Des centaines de milliers de pèlerins se rendent chaque année à Iași le second week-end d'octobre pour commémorer sainte Parascheva, tandis que la ville elle-même a institué sa fête à la même date.

## Principales églises dédiées à Sainte Parascheva
- Cathédrale métropolite, Iași, Roumanie
- Église Sveta Petka Samardjiiska, Sofia, Bulgarie
- Église Sainte-Petka, Roussé, Bulgarie
- Église Sainte-Petka, Voukovo, Bulgarie
- église de la Pieuse Paraskeva, Desești, Roumanie
- Église Sainte-Parascève, Paloumba, Grèce.
- Église de la Pieuse Parascève, Poienile Izei, Roumanie
- Église en bois de Sainte-Parascève de Serbie (1820), raïon de Bohorodtchany, Ukraine
- Église Sainte-Petka, Dubica, Bosnie-Herzégovine
- Église Sainte-Petka, Banovci, Croatie
- Église Sainte-Parascève, Lviv, Ukraine
- Église de la Bienheureuse Parascève, Bondy, France
- Église Sainte-Parascève, Lviv, Ukraine
- Église Sainte-Parascève, Sudche, Ukraine
- Église Sveta Petka, Smederevska Palanka, Serbie

## Sources
- Sainte Petka Parasceva sur saints.sqpn.com
- Nicholas Valentine Riasanovsky, Gleb Struve, Thomas Eekman, California Slavic Studies, Volume 11 (University of California Press, 1980), p. 39.
- Joanna Hubbs, Mother Russia: the feminine myth in Russian culture. Volume 842 du Midland Book (Indiana University Press, 1993), p. 117.
- Boris Rybakov (2010).Ancient Slavic Paganism. Bibliotekar.
- St Petka Parasceva, Orthodox America. 2010